# 丰乐乡 (石棉县)
丰乐乡，是中华人民共和国四川省雅安市石棉县下辖的一个乡镇级行政单位。

## 行政区划
丰乐乡下辖以下地区：
三星村、高桥村、唐家村、蜡树村、田湾村和松树村。